# Miracle a Milà
Miracle a Milà (títol original en italià: Miracolo a Milano) és una pel·lícula italiana de Vittorio De Sica i Cesare Zavattini, estrenada el 1951. Conte poètic en el qual s'enfronten el món ingenu dels pobres i el món àvid dels rics, aquesta pel·lícula va obtenir la Palma d'or al festival de Cannes el 1951. Ha estat doblada al català.

## Argument
Toto ha estat trobat en les cols del seu hort per una vella que el criarà. Després de la seva mort, passa la seva joventut en un orfenat i en surt certament pobre però continua sent un noi simpàtic. Fa el bé al voltant d'ell, organitzant una veritable barri de barraques per a vagabunds. Ara bé, sobre aquest terreny aflora el petroli i el vagabund Rapi buscarà un ric home de negocis per revelar-li el secret per diners… L'home de negocis recompra el terreny i vol fer-ne fora els habitants. Mentre que Lolotta, la fada, arriba del paradís per portar-li el colom que els satisfarà. Toto salva el barri de barraques gràcies al colom però després de moltes desgràcies, els vagabunds se'n van a viure al paradís, l'únic indret on poden ser feliços. Tot i contenir elements fantàstics, constitueix, juntament amb El lladre de bicicletes i Umberto D. la gran trilogia neorealista de De Sica.

## Repartiment
- Francesco Golisano: Toto
- Emma Grammatica: Lolotta, la fada
- Brunella Bovo: Edwige
- Paolo Stoppa: Rapi

## Al voltant de la pel·lícula
- El personatge de Toto  d'aquesta pel·lícula no té cap vincle amb l'actor Totò i el seu paper recurrent, un dels més populars del cinema italià.

## Premis i nominacions

### Premis
- 1951: Palma d'Or al 4t Festival Internacional de Cinema de Canes
- 1951: Ruban d'argent a la millor direcció artística per Guido Fiorini
- 1951: Premi NYFCC a la millor pel·lícula estrangera

### Nominacions
- 1953: BAFTA a la millor pel·lícula
- 1953: BAFTA al millor actor per Francesco Golisano